# Конституция РСФСР 1918 года
Конституция РСФСР 1918 года — конституция России в 1918—1925 гг., первая российская конституция (см. История Конституции России). Принята V Всероссийским съездом Советов 10 июля 1918 года. Российская Советская Республика (РСР) стала называться Российской Социалистической Федеративной Советской Республикой (РСФСР).

## Подготовка
III Всероссийский съезд Советов в январе 1918 года выдвинул подготовку Конституции в качестве одного из приоритетов Советской власти.

## Государственное устройство
Высшим органом государственной власти провозглашался Всероссийский съезд Советов рабочих, крестьянских, красноармейских и казачьих депутатов (СРККиКД), не являвшийся постоянным органом и созывавшийся Всероссийским Центральным Исполнительным Комитетом советов рабочих, крестьянских, красноармейских и казачьих депутатов (ВЦИК) не реже двух раз в год на сравнительно небольшой период.
Всё остальное время ВЦИК съезда советов работал без контроля со стороны представительных органов, что создавало возможности для злоупотребления им властью вплоть до превращения его в «коллективного монарха» — это особенно ярко выразилось ещё до принятия конституции в июле 1918 года, когда ВЦИК (состоявший преимущественно из членов и сторонников РКП(б)) в мае-июне 1918 года признал недействительными выборы в советы рабочих и крестьянских депутатов, на которых побеждали РСДРП и ПСР, а позже (14 июня 1918 года)  аннулировал мандаты всех членов и сторонников этих партий в действующих советах рабочих и крестьянских депутатов. Постоянный всероссийский совет рабочих и крестьянских депутатов, который РСДРП(б) призывала создать в марте-октябре, так и не был создан, а СРККиКД был провозглашен в конституции полновластным органом — он мог принимать законы, бюджет, устанавливать налоги, ратифицировать международные договоры.
Выборы во Всероссийский съезд советов рабочих, крестьянских, красноармейских и казачьих депутатов не были всеобщими — от выборов были отстранены лица, живущие на нетрудовые доходы; не были равными — городские советы и сельские советы посылали разное число делегатов; не были прямыми — делегаты во Всероссийский съезд избирались городскими советами и губернскими съездами советов.
Правительством был Совет народных комиссаров РСФСР. Образование Совета народных комиссаров РСФСР являлось прерогативой ВЦИК.

## Местное самоуправление
Местными органами государственной власти являлись местные съезды советов рабочих, крестьянских и красноармейских депутатов, которые также не являлись постоянными органами и созывались местными исполнительными комитетами. Постоянные губернские советы рабочих, крестьянских и красноармейских депутатов в тех губерниях, в которых они были, распускались и заменялись непостоянными съездами советов рабочих, крестьянских и красноармейских депутатов. Местными органами государственной власти в городах и сёлах являлись городские советы рабочих и красноармейских депутатов и сельские советы крестьянских депутатов, которые являлись постоянными органами. Они избирались рабочими и крестьянами сроком на 3 месяца. При этом члены этих советов могли быть отозваны избирателями.

## Значение
Политическая система, установленная Конституцией 1918 года, практически не была изменена Конституцией РСФСР 1925 года и просуществовала до принятия Конституции СССР 1936 года.